# Manuel Gómez (clarinetista)
Manuel de Jesús Eduardo Juan Rosa de la Santíssima Trinidad Gómez (Sevilla, 6 de junio de 1859-Londres (Reino Unido), 8 de enero de 1922), fue un clarinetista español y miembro fundador de la Orquesta Sinfónica de Londres. Formado por Cyrille Rose en el Conservatorio de París, Manuel Gómez generaliza el uso en el clarinete del sistema Boehm en el Reino Unido sustituyendo el antiguo sistema simple.

## Biografía
Manuel Gómez nace en Sevilla en el seno de una familia muy modesta. Poco después de su nacimiento, su padre Manuel, que se ganaba la vida fabricando arneses, muere dejando tres hijos: Trinidad, Manuel y Francisco. Su madre pierde la vista poco después, quedando a cargo de su hermana Trinidad, Francisco se va a vivir con su abuela y Manuel es enviado al Asilo de Mendicidad de San Fernando, donde comienza sus estudios de música y clarinete.
A los 18 años deja el orfanato y viaja a Madrid para estudiar clarinete en el Conservatorio de Madrid entre 1879 y 1881, donde completa todos los cursos que le restan de la carrera con la calificación de sobresaliente y consigue el Primer Premio del Real Conservatorio Superior de Música de Madrid en la especialidad de clarinete. 
Por su parte, su hermano Francisco, que ha seguido su ejemplo iniciando estudios de clarinete en su ciudad natal, destaca también con el instrumento. Tanto que ambos hermanos son becados por la Diputación Provincial de Sevilla y para enviarles a estudiar al Conservatorio de París con el profesor Cyrille Rose. Llegan a la capital francesa en septiembre de 1882 y es allí donde conocen el Sistema Boehm para clarinete con el que ambos perfeccionan su técnica y terminan sus estudios (1º puesto en 1884, 2º premio en 1885).
El 26 de abril de 1885 tocó con Hélène Krzyżanowska en el piano el final del gran dúo para piano y clarinete, op. 47, de Weber durante un concierto de ejercicios de alumnos del conservatorio.
En 1886, Manuel viaja a Londres con una compañía de ópera. Por aquellos años ya era primer clarinete de la Orquesta de la Ópera nacional de París y decide fijar en la capital inglesa su residencia. Francisco le acompaña pocos meses después.
Apenas un año después de su llegada, Manuel ya aparece como solista en un concierto extraordinario celebrado en el Convent Garden ante la reina Victoria para celebrar el 50 aniversario de su subida al trono. Poco después, en 1892, los dos hermanos entran en la Orquesta de Ópera del Covent Garden y forman parte de la Orquesta del Queen’s Hall desde su fundación en 1894. Manuel fue primer clarinete y Francisco, segundo. Pamela Weston, en su libro Clarinet Virtuosi of the past comenta que Manuel tiene un sonido “verdaderamente excepcional, con una combinación de brillantez en el primer y segundo registro, junto con una gran dulzura y suavidad en el registro agudo”.

"(Manuel té) un sonido verdaderamente excepcional, con una combinación de brillantez en el primer y segundo registro, junto con una gran dulzura y suavidad en el registro agudo"

 — Pamela Weston, Clarinet Virtuosi of the past

"El concierto para clarinete y orquesta del sr. Percy Pitt, un joven músico inglés digno, sirvió sobre todo para destacar las cualidades de la interpretación del sr. Manuel Gómez. Es una composición bien hecha, pero de un género demasiado exclusivamente pirotécnico."

 — L. SH., Le Ménestrel, 6 de febrero de 1898, p.46.